# Mandobasse

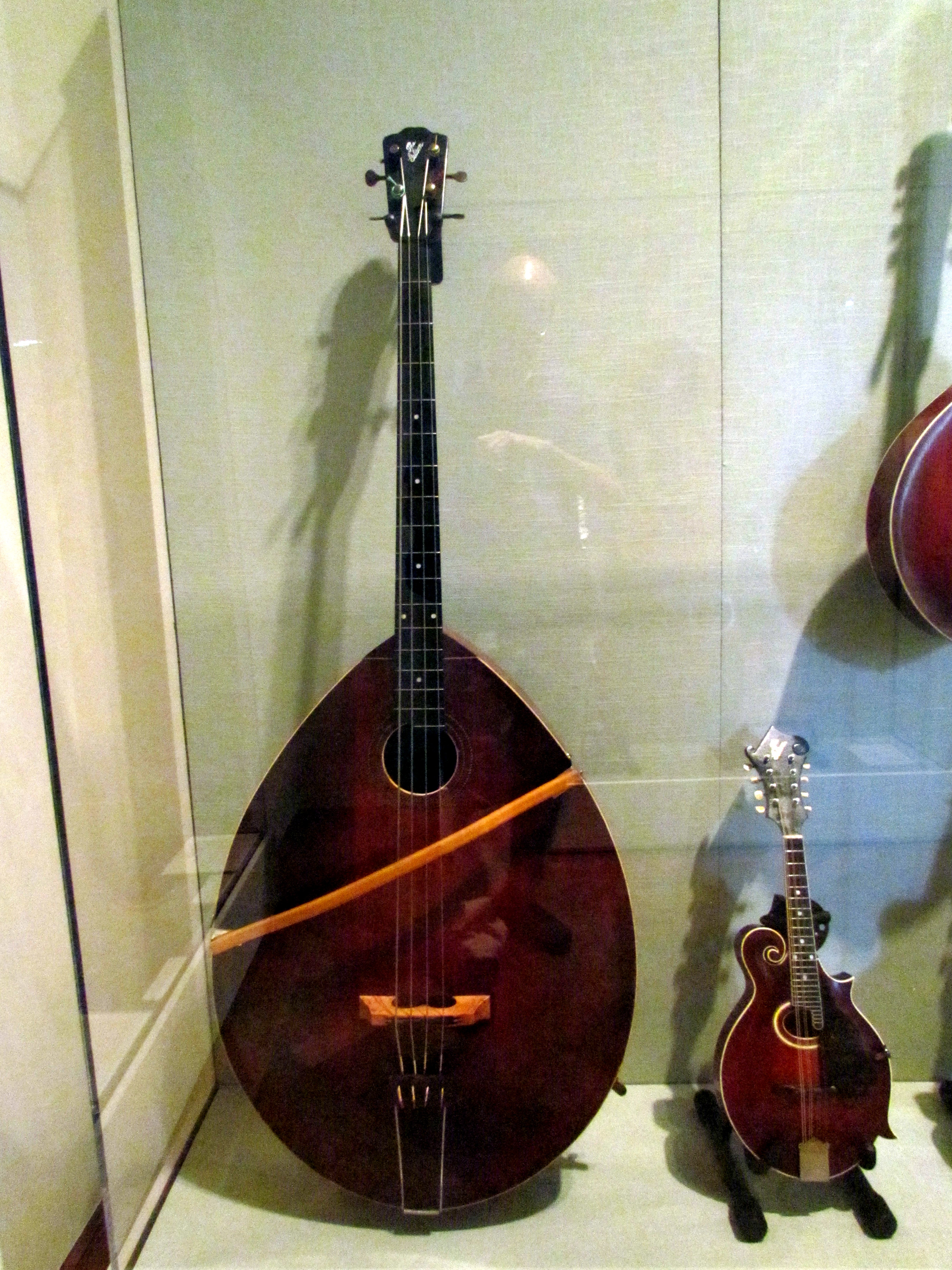
Une mandobasse Gibson de 1913 (gauche), à côté d'une mandoline (droite).

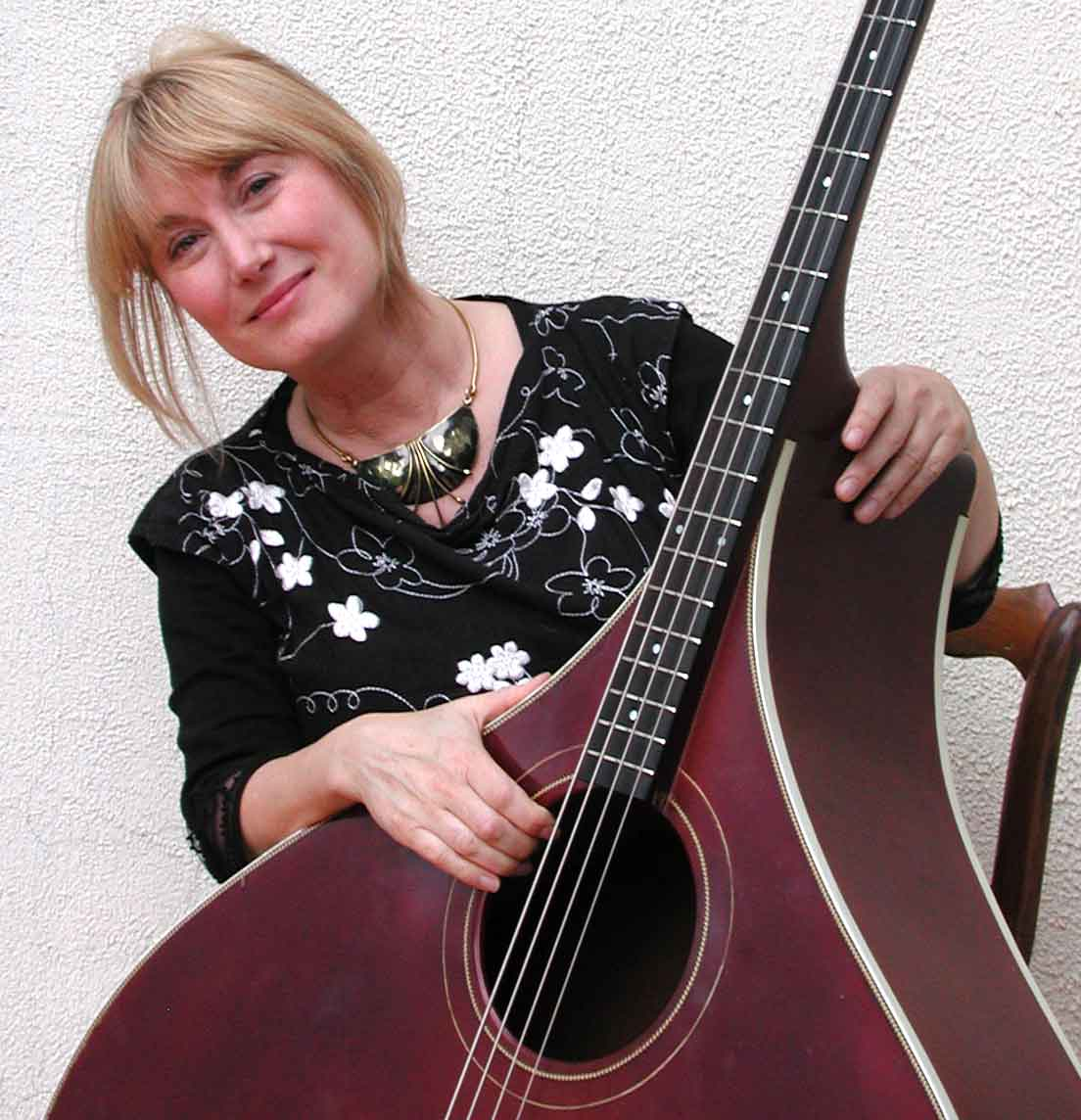
Une musicienne avec sa mandobasse.

La mandobasse est un instrument de musique à cordes pincées de la famille des mandolines et jouant dans le registre des graves. Elle est l'équivalent de la contrebasse dans la famille des violons. La mandobasse a connu une certaine popularité au début du XXe siècle dans les orchestres de mandolines. Contrairement aux autres instruments de la famille des mandolines, qui ont huit cordes (quatre cordes doublées) accordées en quintes, la mandobasse possède quatre cordes accordées en quartes Mi - La - Ré - Sol, comme une contrebasse. La mandobasse a notamment été fabriquée par Gibson dans les années 1910-1930.